# Phoneyusa chevalieri
Phoneyusa chevalieri é uma espécie de aranha pertencente à família Theraphosidae (tarântulas).